# Witold Seńczuk
Witold Seńczuk (ur. 19 marca 1925 w Stanisławowie, zm. 15 października 2023) – polski farmaceuta, profesor nauk farmaceutycznych specjalizujący się w toksykologii.

## Życiorys
Świadectwo dojrzałości uzyskał w 1946 roku w Liceum im. Króla Bolesława Chrobrego w Nowym Sączu. W latach 1946–1950 studiował na Akademii Medycznej w Gdańsku. W czasie studiów, w 1948 roku, podjął pracę w Katedrze Chemii Fizjologicznej. W 1959 roku przeszedł do Katedry Toksykologii. Doktorat z zakresu toksykologii uzyskał w 1961 roku w AM w Gdańsku, habilitował się w AM w Krakowie w 1965 roku. W 1967 roku został zaangażowany w Akademii Medycznej w Poznaniu na stanowisko kierownika Katedry Toksykologii, gdzie pracował do czasu emerytury w 1995 roku.
W 1972 roku uzyskał tytuł profesora nadzwyczajnego, zaś w 1980 roku profesora zwyczajnego. Ma specjalizację II stopnia z zakresu analityki klinicznej i II stopnia z zakresu toksykologii. Odbył liczne staże i szkolenia krajowe i zagraniczne.
Był między innymi dziekanem, prorektorem, dyrektorem uczelnianego instytutu, przez wiele lat członkiem senatu AM w Poznaniu. Działał na rzecz nauki i nauczania w skali krajowej, będąc między innymi członkiem Rady Głównej Nauki i Szkolnictwa Wyższego oraz członkiem Centralnej Komisji ds. Stopni i Tytułów. Brał udział w pracach kilku komisji PAN. Był współzałożycielem Polskiego Towarzystwa Toksykologicznego, a w następnych latach przewodniczącym jego zarządu głównego.
Przez wiele lat wykładał w Akademii Medycznej w Poznaniu i okresowo na Politechnice Poznańskiej. Autor ponad 140 prac doświadczalnych, przeglądowych i monografii.
Jest redaktorem naukowym i współautorem podręczników akademickich z zakresu toksykologii, wśród nich „Toksykologii współczesnej”.